# Холоденко, Арн-Мойше
Арн-Мо́йше Холоде́нко, известный под артистическим прозвищем Педу́цер (в разных диалектах также Педо́цер и Педоцур; 1828, Бердичев — 1902, там же) — еврейский музыкант XIX века, один из признанных и популярных клезмеров своего времени. В некоторых источниках именовался «Авраам-Мойше».

## Биография
Всю жизнь провёл в родном Бердичеве, руководил там клезмерской капеллой и воспитал многочисленных учеников. Педуцер — один из немногих еврейских музыкантов, сумевший овладеть нотной грамотой, стремился сформировать музыкантов с широком музыкальным кругозором. Пользовался уважением в раввинской среде, возникло даже поверье, что своей скрипкой Педуцер мог открывать слушателям тайны Торы.
Как реформатор клезмерского жанра, Педуцер сумел органично соединить традицию русской скрипичной музыки XVIII века (в частности, Хандошкина) и молдавского фольклорного элемента, создав своеобразную полуфольклорную, полупрофессиональную традицию, вставшую у истоков создания профессиональной еврейской музыки Нового времени.
После его смерти самые известные его сочинения продолжали циркулировать в народе. Они передавались в репертуарах клезмерских ансамблей, записывались музыкантами. Среди них были и Натан Сапир и Мотл Штейнгарт Богопольский, чьи рукописи попали в собрание музыкального этнографа и педагога Зиновия Ароновича Кисельгофа, а также Нохум Нотен из Бершади, чьи рукописи попали в собрание Моисея Яковлевича Береговского.. Исследования Береговского передали музыку Педуцера для последующих поколений.
Имя Педуцера в значении музыканта-виртуоза впоследствии стало нарицательным. По материнской линии из семьи Педуцер-Холоденко происходили еврейские поэты Давид Гофштейн и Шифра Холоденко.